# Кизилту (Казталовський район)
Кизилту́ (каз. Қызылту) — село у складі Казталовського району Західноказахстанської області Казахстану. Входить до складу Біріцького сільського округу.
У радянські часи село називалось Кзил-Ту.
Населення — 48 осіб (2021; 132 у 2009, 173 у 1999, 283 у 1989).